# Помяновский, Ежи
Ежи Помяновский (пол. Jerzy Pomianowski, настоящая фамилия Бирнбаум; 13 января 1921, Лодзь — 29 декабря 2016, Краков) — польский писатель, театральный критик, переводчик, основатель и редактор журнала «Новая Польша».

## Биография
Родился в еврейской семье; внук композитора и кантора Аврума-Бера Бирнбаума; племянник офицера, журналиста и переводчика Мечислава Бирнбаума, расстрелянного в 1940 году в Катыни.
Начал публиковаться в 1937 году под псевдонимом. Учился на философском факультете Варшавского университета, занимался в семинаре Тадеуша Котарбиньского. После начала Второй мировой войны ушёл из Варшавы на территории, присоединённые к Советскому Союзу после 17 сентября 1939 года. Работал шахтёром в Донбассе, потом уехал в Таджикистан, где начал учиться на медицинском факультете в Сталинабаде, одновременно работая прозектором.
В 1944—1946 гг. редактор польского пресс-агентства в Москве. В 1946 году вернулся в Польшу и стал членом Польской объединённой рабочей партии. В 1947 году закончил Московскую медицинскую академию им. И. М. Сеченова.
В Польше работал журналистом, в 1951—1958 гг. возглавлял театральный отдел еженедельника «Nowa Kultura», в 1958—1961 гг. заведовал литературной частью варшавского Национального театра, затем был литературным руководителем киностудии «Syrena» (советским зрителям известной, в первую очередь, производством сериалов «Четыре танкиста и собака» и «Ставка больше, чем жизнь»).
В 1966 г. вышел из ПОРП в знак протеста против исключения из неё профессора Лешека Колаковского. В феврале 1969 года из-за антисемитских преследований уехал в Италию. В 1969—1970 гг. профессор Театральной академии в Риме. С 1974 года преподавал польскую литературу в университетах Бари, Флоренции и Пизы. Опубликовал в Италии монографию об Исааке Бабеле и «Путеводитель по современной польской литературе» (итал. Guida alla moderna letteratura polacca; 1973). Сотрудник польского эмигрантского журнала «Культура» и радио «Свободная Европа».
Переводил на польский язык книги Солженицына и Сахарова, пьесы Льва Толстого и Евгения Шварца, произведения Бабеля, Булгакова и других писателей. 
В Польшу вернулся в 1994 году. С 1999 года основатель и редактор журнала «Новая Польша».
Жил в Кракове.

## Награды
- Кавалер Большого креста ордена Возрождения Польши (2005 год).
- Командор со звездой ордена Возрождения Польши (1998 год).
- Нагрудный знак «За заслуги перед польской культурой» (1989 год).
- Золотая Медаль «За заслуги в культуре Gloria Artis» (13 января 2006 года)[3].
- Награда Министра культуры и искусства ПНР (1962 год).
- Государственная премия ПНР 2-й степени (1955 год).